# Luis Alfonso de los Cameros
Luis Alfonso de los Cameros Estrada, il cui nome è talvolta riportato come Ludovico o Luigi nelle fonti italiane (Alcalá de los Gazules, 8 febbraio 1600 – Valencia, 26 luglio 1676), è stato un inquisitore e arcivescovo cattolico spagnolo.

## Biografia
Luis Alfonso nacque l'8 febbraio 1600 a Alcalá de los Gazules, nella provincia di Cadice. Era figlio di Ambrosio de los Cameros Íñiguez, discendente di una nobile famiglia della Biscaglia trapiantatasi in Andalusia, e di Isabel de Estrada Butrón.
Avviato alla carriera ecclesiastica e laureato in utroque iure, fu parroco nella sua città natale tra il 1624 e il 1627, nonché cappellano del locale convento delle Clarisse. Dopo essere stato arcidiacono di Zamora, nel 1631 si trasferì a Palermo al seguito del nuovo viceré, il duca di Alcalà Fernando Afán de Ribera, di cui fu consigliere, cappellano maggiore e maestro di cerimonie, nonché precentore della Cappella Palatina. Negli anni successivi il Cameros fece rapidamente carriera nell'ambito giurisdizionale ecclesiastico siciliano: divenne prima giudice onorario della delegazione apostolica nel Regno di Sicilia, poi presidente del Tribunale della Regia Monarchia e infine, dopo una candidatura non andata a buon fine nel 1638, primo giudice inquisitore dell'inquisizione siciliana nel 1641. Già guadagnatosi fama di giudice competente e inflessibile nei suoi precedenti incarichi, il suo mandato inquisitoriale fu caratterizzato da una rigidissima applicazione dei principi della Controriforma.
Nel 1647 ebbe un importante ruolo nel placare la rivolta popolare contro il governo spagnolo. Dopo essere stato per alcuni anni vicario generale dell'arcidiocesi di Palermo, il 12 gennaio 1654 fu nominato nuovo vescovo di Patti da papa Innocenzo X; ricevette la consacrazione episcopale il successivo 25 gennaio a Roma dalle mani del cardinale Bernardino Spada. A Patti, in ossequio alle direttive del concilio di Trento, diede avvio alla fondazione del seminario diocesano. Mantenne al contempo il proprio ruolo di inquisitore e la sua incessante attività di persecuzione delle eresie lo portò nel 1655 a entrare in contrasto con l'arcivescovo palermitano Giovanni Doria. Decise allora di rivolgersi direttamente al re Filippo IV di Spagna per veder riconosciuta la legittimità delle proprie azioni. Durante il viaggio verso Madrid, tuttavia, il Cameros fu fatto prigioniero dai francesi, allora in guerra contro la Spagna, e fu rilasciato solo dopo otto mesi di prigionia in Francia. Una volta giunto presso la corte reale, il sovrano spagnolo gli diede ragione nella disputa con l'arcivescovo.

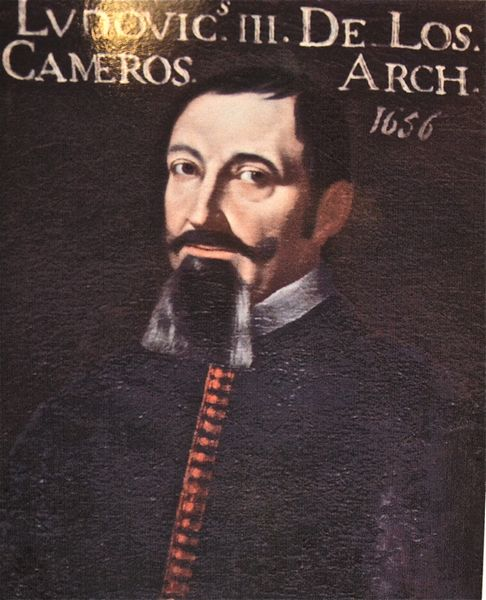
Ritratto di Luis Alfonso de los Cameros nel 1656, al momento della sua elevazione ad arcivescovo di Monreale come "Ludovico III"

Nel 1656 fu elevato ad arcivescovo di Monreale; qui portò avanti numerosi interventi di ristrutturazione e ammodernamento del locale duomo, tra cui l'aggiunta dell'orologio alla torre campanaria. Anche il suo operato arcivescovile fu caratterizzato da una severa e zelante applicazione dei decreti del concilio tridentino, come dimostra per esempio il bando pubblicato nel 1666 nel quale erano dettate norme e comportamenti che i fedeli diocesani erano tenuti a osservare e le relative pene economiche, carcerarie e corporali che avrebbe comportato una loro violazione. Il 17 marzo 1658 fu lui a presiedere all'autodafé in cui fu condannato al rogo l'agostiniano Diego La Matina, accusato di eresia e dell'omicidio dell'inquisitore Juan Lopez de Cisneros.
Nell'aprile 1668 fu scelto dalla regina Maria Anna d'Asburgo, reggente per conto del figlio minorenne Carlo II, come nuovo arcivescovo di Valencia; la sua nomina fu confermata da papa Clemente IX il successivo 14 maggio. Prese possesso della sua nuova sede il 19 agosto tramite il suo procuratore Tomàs Antonio Martinez y Rubio per poi fare il suo ingresso solenne in città il 18 settembre. Il suo mandato valenciano si concentrò principalmente sul combattere l'ingerenza dei viceré di Valencia, che da decenni avevano iniziato a ridurre i diritti e le prerogative dell'arcidiocesi nel tentativo di acquisire un maggiore controllo sul territorio. Il 4 gennaio 1671 diede inoltre inizio alla costruzione della Casa de la Misericordia, un luogo dove i mendicanti, i poveri e i bisognosi della città potevano trovare assistenza; istituì inoltre delle borse di studio per gli studenti meno abbienti e finanziò diversi interventi di rifacimento della cattedrale valenciana. Oltre a ciò, finanziò di tasca propria alcuni interventi in vari edifici religiosi della sua città natale.
Luis Alfonso de los Cameros morì a Valencia il 26 luglio 1676 e fu sepolto nella cattedrale, davanti alla cappella maggiore. Lasciò tutti i suoi averi e possedimenti ai figli di sua nipote Isabel, per la quale in vita aveva combinato il matrimonio col nipote del cardinale Pietro Martínez y Rubio.

## Genealogia episcopale e successione apostolica
La genealogia episcopale è:
- Arcivescovo Filippo Archinto
- Papa Pio IV
- Cardinale Giovanni Antonio Serbelloni
- Cardinale Carlo Borromeo
- Cardinale Gabriele Paleotti
- Cardinale Ludovico de Torres
- Cardinale Guido Bentivoglio
- Cardinale Bernardino Spada
- Vescovo Ludovico Alfonso de Los Cameros

La successione apostolica è:
- Arcivescovo José Sanchis y Ferrandis, O. de M. (1672)